# 施汝为
施汝为（1901年11月19日—1983年1月18日），男，江苏崇明（今属上海）人，中国物理学家。

## 生平
1920年考入南京高等师范学校（1921年改建为国立东南大学）工艺专修科学习机械工程，1924年毕业后改修物理，1925年补修完大学学分毕业于国立东南大学物理系。毕业当年随老师叶企荪来到清华大学物理系任助教。1930年赴美，1934年获耶鲁大学物理学博士学位。1934年8月返回中国，任中央研究院物理研究所研究员。中华人民共和国建立后，在中国科学院应用物理研究所（1958年改为物理研究所）工作，历任代所长、所长和名誉所长。
施汝为是中国科学技术大学物理系（原名为技术物理系）的创系系主任。施汝为曾历任中国科学院物理研究所的研究员、所长、名誉所长。
施汝为建立了中国首个磁学专门实验室。施汝为是中国科学院数学物理学部学部委员（今称院士）。